# Кінгстон (Нью-Джерсі)
Кінгстон (англ. Kingston) — переписна місцевість (CDP) в США, в округах Міддлсекс і Сомерсет штату Нью-Джерсі. Населення — 1581 особа (2020).

## Географія
Кінгстон розташований за координатами 40°23′14″ пн. ш. 74°36′55″ зх. д. / 40.38722° пн. ш. 74.61528° зх. д. (40.387103, -74.615200).  За даними Бюро перепису населення США в 2010 році переписна місцевість мала площу 6,02 км², з яких 5,80 км² — суходіл та 0,23 км² — водойми.

## Демографія
Згідно з переписом 2010 року, у переписній місцевості мешкали 1493 особи в 657 домогосподарствах у складі 384 родин. Густота населення становила 248 осіб/км².  Було 692 помешкання (115/км²).
Расовий склад населення:
| - 75,4 % — білих - 12,5 % — азіатів - 5,6 % — чорних або афроамериканців - 0,2 % — корінних американців - 4,5 % — осіб інших рас |

До двох чи більше рас належало 1,8 %. Частка іспаномовних становила 9,7 % від усіх жителів.
За віковим діапазоном населення розподілялося таким чином: 21,2 % — особи молодші 18 років, 65,0 % — особи у віці 18—64 років, 13,8 % — особи у віці 65 років та старші. Медіана віку мешканця становила 41,8 року. На 100 осіб жіночої статі у переписній місцевості припадало 96,4 чоловіків;  на 100 жінок у віці від 18 років та старших — 91,4 чоловіків також старших 18 років.
Середній дохід на одне домашнє господарство  становив 119 561 долар США (медіана — 76 629), а середній дохід на одну сім'ю — 178 825 доларів (медіана — 127 432). 
Цивільне працевлаштоване населення становило 662 особи. Основні галузі зайнятості: освіта, охорона здоров'я та соціальна допомога — 47,4 %, науковці, спеціалісти, менеджери — 16,9 %, оптова торгівля — 10,1 %, інформація — 6,6 %.